# Hexed
Hexed es el décimo y último álbum de estudio de la banda finlandesa de melodeath/power metal Children of Bodom. Fue lanzado el 8 de marzo de 2019 por Nuclear Blast. Es el primer disco en contar con el músico Daniel Freyberg desde que entró en la banda en 2016, además es el segundo álbum (después del Relentless Reckless Forever) en no tener una canción con la palabra "Bodom" en el título (aunque el álbum Bloodrunk tampoco contiene una, tiene una canción llamada "Lobodomy"). El tema Knuckleduster fue extraída del EP Trashed, Lost & Stroungout y regrabada con una intro. La mayoría de las canciones en el álbum están afinadas en Drop B y C# estándar, las canciones "This Road" y "Glass Houses" están afinadas en D estándar. Además este fue el último álbum en ser grabado y publicado por Alexi Laiho antes de su muerte a finales del 2020.
.

## Lista de canciones
Todas las canciones escritas y compuestas por Alexi Laiho. 
| N.º | Título                             | Duración |  |
| 1.  | «This Road»                        | 4:33     |  |
| 2.  | «Under Grass and Clover»           | 3:33     |  |
| 3.  | «Glass Houses»                     | 3:27     |  |
| 4.  | «Hecate’s Nightmare»               | 4:09     |  |
| 5.  | «Kick in the Spleen»               | 3:34     |  |
| 6.  | «Platitudes and Barren Words»      | 4:13     |  |
| 7.  | «Hexed»                            | 5:03     |  |
| 8.  | «Relapse (The Nature of My Crime)» | 3:26     |  |
| 9.  | «Say Never Look Back»              | 4:23     |  |
| 10. | «Soon Departed»                    | 4:54     |  |
| 11. | «Knuckleduster»                    | 5:40     |  |

| Pistas adicionales |                          |          |  |
| N.º                | Título                   | Duración |  |
| 12.                | «I Worship Chaos» (vivo) |          |  |
| 13.                | «Morrigan» (vivo)        |          |  |
| 14.                | «Knuckleduster» (remix)  |          |  |

## Personal
Children of Bodom
- Alexi Laiho – vocalista líder, guitarra líder
- Jaska Raatikainen – batería, coros
- Henkka Seppälä – bajo, coros
- Janne Wirman – teclado, sintetizador
- Daniel Freyberg – guitarra rítmica, coros

Producción
- Mikko Karmila – productor artístico
- Denis Forkas – Portada

## Posicionamiento
| Listas (2019)                       | Posiciones |
| ----------------------------------- | ---------- |
| Austria (Ö3 Austria)                | 15         |
| Bélgica (Ultratop flamenca)         | 115        |
| Bélgica (Ultratop valona)           | 81         |
| Finlandia (Suomen Virallinen Lista) | 1          |
| French Albums (SNEP)                | 94         |
| Alemania (Offizielle Top 100)       | 9          |
| Japón (Oricon)                      | 28         |
| Escocia (Scottish Albums Chart)     | 40         |
| Suiza (Schweizer Hitparade)         | 14         |